# Anouk Brandt
Anouk Brandt (Zwijndrecht, 13 mei 1971) is een Nederlands voormalig topkorfbalster. Ze speelde voor Deetos en Fortuna en won verschillende Nederlandse titels. Ook speelde zij voor het Nederlands korfbalteam.

## Carrière

### Deetos
Brandt debuteerde in het eerste team van Deetos in seizoen 1988-1989. Onder coach Anton Mulders maakte zij regelmatig invalbeurten en maakte ze haar eerste basisoptreden bij de club. In haar eerste seizoen stond de club in de zaalcompetitie met 21 punten gedeeld bovenaan in de Hoofdklasse B, samen met streekgenoot PKC. Om te bepalen welke ploeg eerste zou worden en zich dus zou plaatsen voor de zaalfinale, moest er een beslissingswedstrijd worden gespeeld. Deze werd gewonnen door PKC met 12-10. Zodoende miste Deetos net aan de zaalfinale. Wel werd Brandt aan het eind van dit seizoen uitgeroepen tot Beste Debutante van het Jaar.
Haar volgende seizoen, 1989-1990 was de start van de dominante periode van Deetos. Deetos plaatste zich in de zaal met 25 punten uit 14 wedstrijden gemakkelijk voor de zaalfinale. Tegenstander in de finale was het Delftse Fortuna dat in de reguliere competitie slechts 19 punten had behaald. Hierdoor ging Deetos de finale in als titelfavoriet. Echter liep het in de finale anders voor Deetos en Fortuna won met 14-12. 
In de veldcompetitie stond Deetos ook in de finale. Dit maal was het Amsterdamse ROHDA de tegenstander en ook hier verloor Deetos in de finalestrijd.
In seizoen 1990-1991 begon Deetos aan een succesvolle periode. Met topspelers zoals Oscar Mulders, Hans Leeuwenhoek, Mirelle Fortuin en Jacqueline Haksteen verkeerde Deetos in bloedvorm. In de zaalcompetitie plaatste Deetos zich wederom voor de zaalfinale en daarin was het ongeslagen Oost-Arnhem de tegenstander. Nu trok Deetos aan het langste eind en won met 12-10, waardoor het Nederlands kampioen werd. In de veldcompetitie kreeg Deetos de kans om de "dubbel" te pakken, want het stond ook in de veldfinale. In de veldfinale bleek ROHDA net te sterk, waardoor de veldtitel niet werd gewonnen.
In seizoen 1991-1992 stond Brandt met haar nicht Jiska Brandt in het veld en dat was een bijzonder jaar. In het zaalseizoen werd Deetos 1e in de Hoofdklasse B, zonder ook maar 1 wedstrijd te verliezen. Hierdoor ging Deetos als favoriet de zaalfinale in. In deze zaalfinale werd gewonnen van AKC Blauw-Wit met 12-7. Van deze 12 Deetostreffers maakte Anok Brandt wr 2. Iets later, in de veldcompetitie werd Deetos ook 1e in de Hoofdklasse B, waardoor het ook in de veldfinale verscheen. Echter werd de veldtitel niet gewonnen, want ROHDA won de titelserie in 2 wedstrijden.
In het seizoen erna, 1992-1993 was Deetos echt op de toppen van hun kunnen. Eerst werd de Europacup van 1993 gewonnen. Vooral de finale van deze Europacup was spannend, maar Deetos versloeg uiteindelijk Catba met 10-9 dankzij een late treffer van Gert-Jan Kraaijeveld.
In het zaalseizoen in eigen land deed de ploeg het ook goed, ondanks dat Deetos in het midden van het zaalseizoen scheidde van coach Wim Peetoom. Na zijn opstappen werd John Boogers de nieuwe coach en die zorgde ervoor dat Deetos niet afweek van het doel, namelijk de zaalfinale. Deetos stond zodoende wederom in de zaalfinale en er werd met 13-12 gewonnen van streekgenoot PKC.
Voor Seizoen 1993-1994 kreeg Deetos een nieuwe hoofdcoach, namelijk Jan Sjouke van den Bos. De eerste horde van het seizoen was de Europacup van 1994. Deetos won makkelijk in de poulefase en kwam in de finale de Belgische tegenstander Borgerhout tegen. Echter werd ook de finale door Deetos makkelijk gewonnen ; 20-7. Hierna in de Nederlandse competitie liet de ploeg wat punten liggen. Het plaatste zich net niet voor de zaalfinale en in de veldcompetitie kwam de ploeg ook 1 punt tekort.
In seizoen 1994-1995 stond Deetos weer in de zaalfinale. In deze finale werd met 15-13 gewonnen van Oost-Arnhem waardoor Brandt voor de 4e keer Nederlands kampioen zaalkorfbal was. Iets later stond Deetos ook in de play-offs voor de veldtitel, maar in de play-off serie werd in 2 wedstrijden verloren van Oost-Arnhem, waardoor Deetos niet kon uitkomen in de finale.

### Fortuna
In 1995 verruilde Brandt van club en sloot zij zich aan bij het Delftse Fortuna. De ploeg had het lastig. Na het kampioenschap van 1990 ging het minder met de ploeg en topspelers zoals Hans Heemskerk, Hanneke van Eck en Arno Preuninger waren gestopt. De ploeg moest onder coach Johan Dubbeldam bouwen aan een nieuw team, maar dat wierp nog geen vruchten af.
Seizoen 1995-1996 was het eerste seizoen voor Brandt bij de club en daarin werd Fortuna in de zaal een middenmoter met 12 punten uit 14 wedstrijden. Wel had de ploeg met Albert Schuiten de topscoorder van de hoofdklasse in huis. Het bleek echter niet voldoende, want in de veldcompetitie ging het mis. Fortuna werd 7e en hiermee degradeerde het uit de Hoofdklasse.
In seizoen 1996-1997 was de missie helder voor Fortuna ; het moest weer terug naar de Hoofdklasse op het veld. In de zaalcompetitie speelde Fortuna nog wel in de Hoofdklasse, maar kwam kwaliteit tekort. Na de reguliere competitie stond Fortuna laatste in de Hoofdklasse B met slechts 4 punten. Hierdoor was degradatie in de zaal een feit. In de veldcompetitie echter werd Fortuna kampioen in de Overgangsklasse, waardoor promotie terug naar de Hoofdklasse een feit was.
In seizoen 1997-1998 gooide Fortuna intern het roer om. Met voorzitter Theo Korporaal werd een nieuwe hoofdcoach aangesteld, namelijk Bram van Geffen. Ook werd Fortuna icoon Hans Heemskerk aangesteld als opleidingscoördinator om Fortuna toekomstbestendig te maken. In dit seizoen speelde Fortuna in de veldcompetitie weer in de Hoofdklasse maar in de zaal Overgangsklasse. In de zaal werd Fortuna kampioen waardoor het weer terug promoveerde naar Hoofdklasse en in de veldcompetitie was het andersom; daarin degradeerde Fortuna uit de Hoofdklasse naar de Overgangsklasse.
Ondertussen haalde Fortuna in 1998 spelers binnen zoals Wim Scholtmeijer en Barry Schep, maar kreeg het ook een impuls vanuit eigen jeugd met spelers zoals Joost en Marloes Preuninger.
In seizoen seizoen 1998-1999 speelde Fortuna in de zaal weer in de Hoofdklasse maar op het veld nog niet. In dit seizoen stopte Brandt bij de selectie, maar ze zou later terug keren.
Brandt keerde terug bij de top van Fortuna. In de herfst van haar carrière beleefde ze de opleving van de club mee.
Zo was  seizoen 2000-2003 een bijzonder jaar voor de club. In de zaalcompetitie behaalde Fortuna voor het 3e jaar op rij de kruisfinale. Nu werd er in de kruisfinale gewonnen van Nic. met 18-12 waardoor Fortuna zich plaatste voor de zaalfinale. In deze zaalfinale werd gewonnen van tegenstander PKC met 23-17, waardoor Fortuna sinds 1990 weer zaalkampioen was.
Fortuna kon in dat seizoen ook de dubbel pakken, want de ploeg stond ook in de veldfinale. Wederom was PKC de tegenstander, maar nu won PKC met 17-16.
Hierna stopte Brandt in 2003 met topkorfbal.

## Erelijst
- Nederlands kampioen zaalkorfbal, 5x (1991, 1992, 1993, 1995, 2003)
- Europacup kampioen zaalkorfbal, 2x (1993, 1994)
- Beste Debutante van het Jaar, 1x (1989)

## Oranje
Brandt werd in 1991 geselecteerd voor het Nederlands korfbalteam. In totaal speelde ze 10 officiële interlands voor Nederland.
Zo won zij goud op het WK 1995.
In 1996, toen zij met Oranje bezig was met de Continental Champions Trophy in Oklahoma City raakte zij geblesseerd. Ze zou hierna niet meer in actie komen voor Oranje.